# Golrokh Ebrahimi Iraee

Pays avec une peine de mort par lapidation.

Golrokh Ebrahimi Iraee ou Golrokh Iraee (en persan: گلرخ ایرایی), né vers 1980, est une écrivaine, comptable et défenseure iranienne des droits humains. Militante contre la pratique de la lapidation en Iran, elle est détenue  en octobre 2016 pour une peine de six ans de prison.

## Biographie

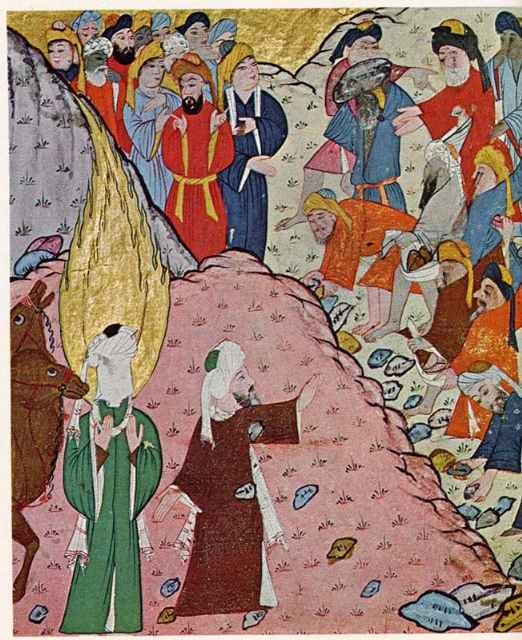
Abu Bakr arrêtant une lapidation à La Mecque.

### Vie privée
Golrokh Ebrahimi Iraee est mariée à Arash Sadegh, militant des droits de l'homme iranien.

### Perquisition et critique de la lapidation
En septembre 2014, les autorités iraniennes fouillent le domicile de Golrokh Ebrahimi Iraee et de son mari Arash Sadeghi à Téhéran. Les policiers s'emparent des ordinateurs portables, de documents papiers, et de CDs. Ils découvrent une histoire non-publiée écrite par Iraee et critiquant la lapidation des femmes. Dans l'histoire, une jeune fille regarde le film La Lapidation de Soraya M. et, énervée, décide de brûler un exemplaire du Coran.

### Arrestation
Après la découverte de l'histoire, Iraee et son mari Sadegh sont arrêtés par quatre hommes soupçonnés d'appartenir au Corps des Gardiens de la révolution islamique. Sadegh est envoyé à la prison d'Evin, mais Iraee est d'abord emmenée dans un lieu tenu secret pendant trois jours ou elle n'est pas autorisée à voir un avocat ou à parler à sa famille. Elle est ensuite emmenée à la prison d'Evin où pendant 17 jours, elle est interrogée quotidiennement pendant des heures. Durant les interrogatoires, ses yeux sont bandés et elle reçoit des menaces de mort. Pendant les interrogatoires, Iraee est également contrainte d'entendre les gardes donner des coups de pied et étrangler son mari dans la cellule voisine,.

### Procès
Iraee est convoquée deux fois devant le tribunal. Sa première audition porte sur l'activité politique de son mari. Elle n'y est pas été autorisée à parler. Au moment de la deuxième audience, elle est à l'hôpital à la suite d'une opération. Le tribunal refuse d'examiner son dossier médical, son premier avocat est poussé à abandonner le dossier et son deuxième avocat se voit interdire de la représenter.
En octobre 2016, des responsables iraniens contactent Iraee et la convoquent à la prison d'Evin pour y commencer à purger une peine de six ans de prison. Aucun mandat d'arrêt n'est délivré, contrairement à ce qu'exige la loi et Iraee est condamnée pour « insulte au sacré » et « propagande contre l'État ». 

### Réactions
Amnesty International appelle le gouvernement iranien à libérer Iraee. Selon Philip Luther, directeur de la section Moyen-Orient et Afrique du Nord de l'ONG, « elle fait face à des années derrière les barreaux simplement pour avoir écrit une histoire qu'elle n'a même pas été publiée - elle est en fait punie pour avoir utilisé son imagination. Au lieu d'emprisonner une jeune femme pour avoir exercé pacifiquement ses droits humains en exprimant son opposition à la lapidation, les autorités iraniennes devraient s'attacher à abolir cette peine, qui équivaut à de la torture. ».

### Détention

#### Première détention (oct. 2016 - jan. 2017) et grève de la faim de Sadeghi
Iraee est incarcérée à la prison d'Evin en octobre 2016.
Le 24 octobre 2016, Sadeghi, le mari d'Iraee, entame une grève de la faim en prison pour protester contre l'emprisonnement de sa femme. Des manifestations ont lieu devant la prison d'Evin, ce qui est rarissime en Iran. Même si Twitter est interdit en Iran, une campagne y est menée avec le hashtag #SaveArash. Le 3 janvier 2017, Iraee est libérée et Sadeghi arrête sa grève de la faim. La famille de Sadghi déclare qu'il a alors de nombreux problèmes médicaux, notamment des vomissements de sang et des problèmes respiratoires, cardiaques, rénaux et gastro-intestinaux. Il est emmené à l'hôpital, mais le 7 janvier, après seulement quelques jours d'hospitalisation, il est renvoyé en prison contre l'avis des médecins recommandant une hospitalisation.
Les autorités iraniennes déclarent qu'Iraee et Sadegh peuvent être temporairement libérés de prison sous caution s'ils obtenaient des obligations foncières d'une valeur de 7 et 10 milliards de rials (300 000 USD) pour Arash Sadeghi et de 5 milliards de rials (150 000 USD) pour Golrokh Ebrahimi Iraee. Iraee apporte un acte de propriété au tribunal pour la caution exigé mais le gouvernement annonce que la situation a changé et qu'elle doit être réincarcérée. Iraee refuse de retourner en prison, mais lorsqu'elle essaye de rendre visite à son mari à l'hôpital, le 22 janvier, elle est arrêtée par des gardiens de la révolution et renvoyée à la prison d'Evin.

#### Seconde détention (jan. 2017 - présent)
Le 2 février 2018 Iraee entame une grève de la faim.
En mars 2018, Iraee est transférée de la prison d'Evin à la prison de Qarchak, près de Varamin. À cette époque, Golrokh est incarcérée avec la militante des droits humains Atena Daemi dans une section de quarantaine de cette prison. Les conditions y sont mauvaises et les militantes portent toujours les mêmes vêtements qu'à leur arrivée.
Au 9 mars, après 35 jours de grève de la faim, Iraee souffre de douleurs musculaires sévèreset reçoit de force des liquides par voies intraveineuses.